# アントニオ・サカ
エリアス・アントニオ・サカ・ゴンサレス（Elías Antonio Saca González、1965年3月9日 - ）は、エルサルバドルの政治家。大統領を務めた。所属政党は民族主義共和同盟（ARENA）。
エルサルバドル第四の都市ウスルタン(Usulután)生まれ。パレスチナ系。
2004年3月21日、選挙によって大統領に選ばれ、6月1日に大統領に就任。
2005年6月にはバチカンを訪問し、ローマ教皇ベネディクト16世と会談。また、2006年10月に台湾を訪問（エルサルバドルは台湾を国として承認していた）、その後来日し、安倍首相と会談した。
2009年6月1日の任期満了をもって大統領を退任。
2016年に賄賂に逮捕され、2018年9月12日に裁判所は、サカに対して10年懲役の判決を言い渡した。
| 公職                                    | 公職                                   | 公職                    |
| --------------------------------------- | -------------------------------------- | ----------------------- |
| 先代 フランシスコ・フローレンス・ペレス | エルサルバドル共和国大統領 2004 - 2009 | 次代 マウリシオ・フネス |